# 최고의 인생을 마감하는 방법, 엔딩 플래너
《최고의 인생을 마감하는 방법, 엔딩 플래너》(일본어: 最高の人生の終り方〜エンディングプランナー〜 사이코노진세노오와리카타 엔딩 플래너[*])는 TBS에서 2012년 1월 12일부터 3월 15일까지 방송된 텔레비전 드라마이다.

## 개요
- 2006년 《쿠로사기》 이후 약 6년 만의 TBS 드라마의 주연을 맡은 야마시타 토모히사와 TBS 연속드라마 첫 출연이 되는 에이쿠라 나나가 히로인을 맡아 2007년 《프로포즈 대작전》이후 약 5년 만에 공동 출연하는 작품이다.
- 도쿄 코엔지에서 급사한 아버지가 영위하고 있던 경찰 납품 장의사를 계승하게 된 한 청년이 신입 여성형사와 함께 장의사에 실려 온 시신에 대해, 뜻밖의 진실과 비밀을 파헤치는 서스펜스와 홈 드라마의 요소를 더한 휴먼 드라마이다. 기본적으로 1화 완결이지만, 엔딩에 다음 스토리에 이어지는 에필로그식의 연출로 이어진다. TBS 자체 제작 작품이다.

## 등장 인물

### 이하라 가족
- 이하라 마사토 - 야마시타 토모히사

본작의 주인공. 이하라 집안의 차남이다. 중학교 3학년 시절에 어머니를 여의고 아버지와 4남매가 함께 살고 있다. 초등학교때, 동급생으로부터 "장의사의 아들"이란 이유로 "사신" 등의 놀림을 받으며 왕따를 당한 경험이 있어, 가업을 싫어했다. 대학 졸업 후 대기업 선술집 체인 "일본 로빈 식품"에 입사, 담당 지역 점포의 실적을 관리하는 지역 매니저를 맡고 있었다. 그러던 어느 날, 아버지 코타로가 급사. 다니던 회사를 그만두고 가출한 형을 대신해 "이하라 가게"의 4대째 주인으로 취임하며 본가로 돌아온다.
- 이하라 타케히토 - 소리마치 타카시

이하라 집안의 장남. 코타의 전처와의 아들로 마사토 등 동생들에게는 이복 형(오빠)이다. 뇌종양을 앓고, 가족에게 알리지 않은 채 아버지 코타가 사망하기 1달 전에 돌연 가출을 해버린다. 이후는 시즈오카현 후지시의 경식당에서 일하고 있다.
- 이하라 하루카 - 마에다 아츠코

이하라 집안의 장녀. 전문대 졸업후에는 주로 회계 측면에서 가업을 돕고있다. 어린 시절 사고로 다리에 후유증이 남아있다.
- 이하라 하야토 - 치넨 유리

이하라 집안의 삼남. 대학 법학부 1년이다. 대학 진학 후 집에서 떨어져 홀로 생활을 하고 있었지만, 아버지가 사망하면서 생활이 어려워져 본가로 돌아온다.
- 이하라 모모코 - 오노 이토

이하라 집안의 막내. 고등학교 2학년. 학교 교사 가와라와 사귀고 있다. 말보다 먼저 손이 나가는 성격으로 형제 자매와 충돌이 많다.
- 이하라 코타 - 카니에 케이조

이하라 남매의 아버지. 장의사 "장례식 이하라 가게"의 3대째 주인이다. 높은 곳에서 발을 미끄러 넘어져 "장의사를 문닫아라"라는 말을 남기고 사망한다.
- 타나카 에이스케 - 오오토모 야스히라

이하라 가게의 사원. 코타가 사망한 후 이하라 가게의 폐업으로 다른 직장으로 옮기게 되었지만, 마사토가 이하라 가게를 잇는 것으로 다시 이하라 가게로 돌아온다.

### 경시청 고엔지서
- 사카마키 유키 - 에이쿠라 나나

신입 여성 형사. 유도가 특기이다. 마사토와 소개팅에서 만난 이후 사망자 조사를 종종 함께 하고 있다.
- 나가미네 준 - 미카미 켄세이

유키의 친구. 누군가에게 공중 전화로 호출을 받고 약속 장소에 도착한 몇 분후 뒤에서 누군가 습격해 순직한다.
- 키노하라 요시오 - 시오미 산세이

이와타의 전 부하에서 장봉이 형사과에 처음 배정되었을 때 상사이다.

### 이하라 가족의 주변 인물
- 미즈노 카나코 - 오카모토 레이

하야토의 대학 동급생으로 서클 동료. 부모의 회사가 도산하여 장학금으로 대학에 다니면서 CLUB "Queen Alice"로 캬바쿠라 아가씨로 일해 생계를 이어가고 있다.
- 가와라 타치노리 - 키카와다 마사야

모모코의 담임 교사. 제자인 모모코와 사귀고 있다.
- 카가와 유코 - 이소노 키리코

이하라 가게가 있는 상가에서 "카가와 꽃집"을 시어머니 스미코와 함께 경영하고 있다. 신경이 예민한 편으로, 장미에 강한 애착이 갖고 있다.
- 무라우치 야요이 - 하시모토 마미

이하라 가게가 있는 상가에서 "요리사 마을"을 경영하고 있다.
- 이치노세 소타 - 스루가 타로

1급 장례 지도자. 오카베 타케시가 의뢰한 장의사에서 견적이 싼 "장례식 이하라 가게"일을 빼앗긴다.
- 이와타 이치로 - 야마자키 츠토무

이하라 집안 남매의 아버지의 친구로 전직 형사. 코타는 오랜 친구라고 말하고 있다. 마사토 앞에 종종 나타나 장의사 일에 고민하는 마사토에게 충고한다. 자신이 유키의 할아버지임을 마사토에 밝힌다.

### 그외 게스트 출연
- 오사다 에이지 - 시타라 오사무 (제1화)

마사토가 회사 근무시절 관리하던 콜럼버스 젠푸쿠지 점장. 빌딩에서 추락 사망한다.
- 오사다 미츠에 - 요시유키 카즈코 (제6화)

에이지의 어머니. 보통의 행복을 누려보지 못한 아들에게 미안함을 가진다.
- 하야시다 - 미야카와 이치로타

일본 로빈식품 영업부장으로 마사토의 상사였다. 냉철한 성격으로, 에이지의 죽음의 사회적 책임추궁을 우려, 마사토에 실적지도 기록조작을 지시한다.
- 쿠라키 요이치로 - 타마모리 유타 (제2화)

콜럼버스 젠푸쿠지 가게에 아르바이트 면접에 방문한 청년. 며칠 후 의문희 사건으로 살해된다.
- 타니자와 레이나 - 안

꿈을 이루기 위해 길거리에서 색소폰을 불고 있다. 불량범에게 당하고 있을 때 요이치로의 도움을 받는다.
- 사토 케이지 - 미네 류타 (제2화)

요이치가 소중히하고 있던 엽서 "Merry Xmas"을 촬영한 사진 작가.
- 카가와 스미코 - 쿠사부에 미츠코 (제3화)

유코의 시어머니로 유코의 생일날 축하파티 계획을 세우고 준비하고 있었다. 하지만 그 날이 돌아오기 전 사망한다.
- 세인트 세이야 / 타카 요시히코 - 마에카와 야스유키 (제3화)

클럽 "로얄" 호스트. 여관 "그린 카루이자와'에서 스미코의 시신과 함께 발견된다.
- 카가와 타다시 - 오바마 마사히로 (제3화)

유코의 남편이자, 스미코의 아들이다. 보통 샐러리맨으로 일하고 있다.
- 클럽 "로얄" 호스트' - 와타나베 켄 (제3화)
- 오카베 히데키 - 아이카와 쇼 (제4화)

이전에 근무하던 상사를 그만두고 아버지의 회사를 도우고 있다. 아버지와의 추억이 있는 집을 포기 못하고 어떠한 수단을 사용하서라도 빚으로 기울어진 회사를 다시 일으켜야 한다고 생각하고 있다.
- 오카베 타케시 - 코이치 만타로 (제4화)

히데키의 이복동생. 회사의 새로운 얼굴로서 정식으로 선보일 기회도 겸하고 회사 장례 위원장을 근무하게 형의 제안을 받는다.
- 오카베 케이스케 - 오리모토 준키치 (제4화)

건설 회사 "오카베 조" 사장. 낚시를 하고 있을 때 강에 떨어져 익사한다.
- 타카 코타 - 스즈키 카즈마 (제5화)

"Queen Alice"를 포함해 몇몇 음식점을 경영하고 있지만 경영난에 빠져 도산한다. "Queen Alice"가 세들어 들어있는 빌딩에서 시체로 발견된다.
- 에리카 - 타이라 아이리 (제5화)

"Queen Alice"에서 일하는 캬바쿠라 아가씨.
- 시라유키 조 - 류 라이타 (제7화)

스기나미 구립 우매쟈토 초등학교의 전 교장, 하루카의 은사로, 집안에 강도가 침입해 살해된다.
- 나가미네 미유키 - 니시하라 아키 (제8화)

나가미네 준의 아내. 현재 임신중으로, 위험에 늘 가까운 경찰관이라는 직업때문에 아버지의 반대로 힘들게 결혼허락을 받았다. 하지만 행복한 신혼 생활을 시작하기도 전에 사고로 남편이 순직하고 갑작스런 사건에 깊은 슬픔에 빠진다.
- 토카와 미나코 - 나가야마 아이코 (제9화, 최종화)

다케히토를 낳은 어머니로, 코타의 전처이다.
- 오바야시 쿄코 - 에구치 나오 (최종화)

누군가에게 살해된 시체를 유기한다.
- 다케시타 에츠코 - 요시다 요 (최종화)

키노하라의 딸, 쿄코의 아들과 결혼한다. 어린 시절 유키와 친한 사이였다.

## 제작진
- 각본 : 와타나베 지호
- 음악 : 하케다 타케시
- 제작 : 이요다 히데노리
- 연출 : 이시이 야스하루 , 카와시마 류타로, 야마무로 다이스케
- 저작권 : TBS
- 제작 : TBS, 미디어 믹스 재팬
- 방송사 : TBS

### 주제가
- 사랑, 텍사스 (愛、テキサス)
  - 작사: 티카·α / 작곡·편곡: 나가이 세이치 / 노래: 야마시타 토모히사

## 그외
- 일본에서는 극중 등장하는 "이하라 가정 떡"을 2012년 1월 7일 한정 판매되었다.
- 본작뿐만 아니라 장례식 관계자를 주인공으로 한 영화. 이 작품의 출연자인 야마자키 츠토무가 본작에서는 고정 출연하고 있는 것 외, 요시유키 카즈코가 제1화에 특별출연하였다.

## 방송일 및 부제·시청률
| 각 화                                     | 방송일          | 부제(원어)                                                                    | 부제(풀이)                                                   | 시청률 |
| ----------------------------------------- | --------------- | ----------------------------------------------------------------------------- | ------------------------------------------------------------ | ------ |
| 제1화                                     | 2012년 1월 12일 | 僕、葬儀屋になります〜 恋あり、涙あり、ミステリーありのヒューマンホームドラマ | 나는, 장의사가 됩니다~ 사랑, 눈물, 미스터리한 휴먼 홈 드라마 | 15.3%  |
| 제2화                                     | 2012년 1월 19일 | 涙と葬儀屋の謎                                                                | 눈물과 장의사의 수수께끼                                     | 11.0%  |
| 제3화                                     | 2012년 1월 26일 | 嫁VS姑バトルと涙                                                              | 며느리 VS 시어머니 배틀과 눈물                               | 12.9%  |
| 제4화                                     | 2012년 2월 2일  | 遺産相続〜白紙の遺言状の涙                                                    | 유산 상속 ~ 빈 유언장의 눈물                                 | 9.1%   |
| 제5화                                     | 2012년 2월 9일  | 2つの指輪〜弟の恋兄の秘密                                                     | 2개의 반지 ~ 동생의 사랑하는 오빠의 비밀                     | 9.8%   |
| 제6화                                     | 2012년 2월 16일 | 哀しき不倫愛の結末〜孫への愛                                                  | 슬픈 불륜 사랑의 결말 - 손자에 대한 사랑                     | 10.4%  |
| 제7화                                     | 2012년 2월 23일 | ありがとう兄ちゃん〜妹の初恋                                                  | 감사 오빠 ~ 동생의 첫사랑                                    | 9.6%   |
| 제8화                                     | 2012년 3월 1일  | 兄の想いに家族号泣〜涙の殉職                                                  | 오빠 생각에 가족 통곡 ~ 눈물의 순직                          | 9.9%   |
| 제9화                                     | 2012년 3월 8일  | 最終前編! 母の愛                                                              | 마지막 전편! 어머니의 사랑                                   | 10.5%  |
| 최종회                                    | 2012년 3월 15일 | アイ・ラブ・ユー                                                              | 아이 러브 유                                                 | 10.4%  |
| 평균 시청률: 10.9%                        |                 |                                                                               |                                                              |        |
| (시청률은 간토 지방·비디오 리서치사 조사) |                 |                                                                               |                                                              |        |